# Несис, Виталий Натанович
Несис, Виталий Натанович (род. 30 июня 1976 г. в Зеленоградске  Калининградской области) — младший брат  Александра Несиса, член совета директоров и генеральный директор ОАО «Полиметалл». Получил образование в  Санкт-Петербургском государственном университете экономики и финансов и  Йельском университете, который окончил в 1997 г. со степенью бакалавра экономики.

## Биография
- 1997 работал аналитиком инвестиционного банка Merrill Lynch (New York, USA)
- 1999 работал в московском представительстве McKinsey & Company
- 2000—2001 занимал должность директора по стратегическому развитию  Ульяновского автомобильного завода
- 2002 генеральный директор «Востсибугля» (www.kvsu.ru Архивная копия от 16 сентября 2009 на Wayback Machine)
- 2003 генеральный директор «Полиметалла»

В рейтинге высших руководителей — 2010 газеты «Коммерсантъ» занял IV место в номинации «Металлургия».
В 2018 году Виталий Несис занял тринадцатую строчку в рейтинге директоров-капиталистов, опубликованном журналом «Forbes». Стоимость принадлежащего ему пакета акций компании "Полиметалл" (0,705%) оценивается в $31 млн.

## Награды
- Медаль ордена «За заслуги перед Отечеством» II степени — за достигнутые трудовые успехи, активную общественную деятельность и многолетнюю добросовестную работу[3] (9 августа 2019)